# David Lloyd (Comiczeichner)

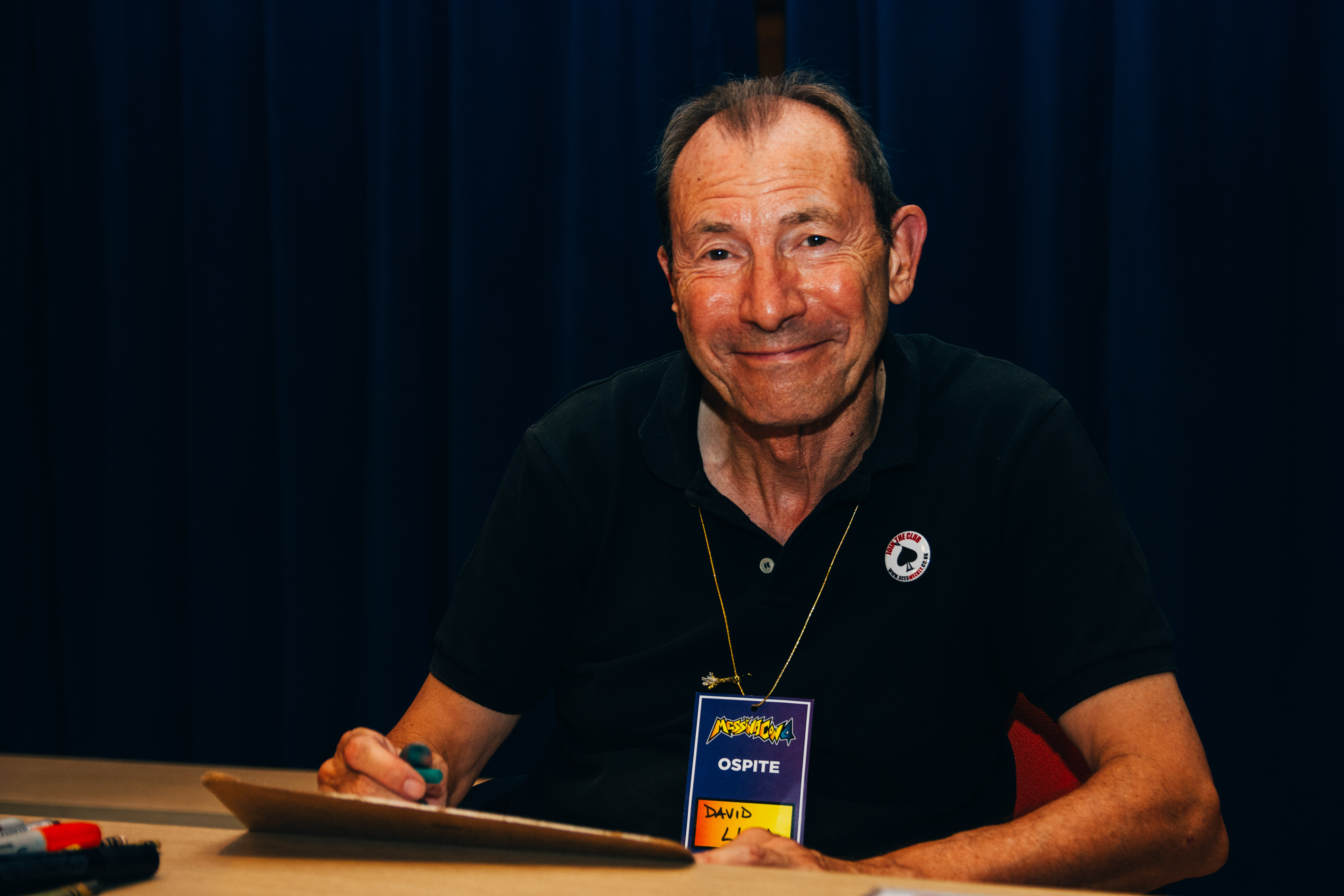
David Lloyd (2018)

David Lloyd (* 1950 in Enfield, London) ist ein britischer Comiczeichner.

## Karriere
Sein künstlerisches Schaffen begann Lloyd in den späten 1970er Jahren. Sein wohl bekanntestes Werk ist die von Alan Moore geschriebene Graphic Novel V wie Vendetta. Darüber hinaus erschien über den Ehapa-Verlag seine Graphic Novel Kickback in Deutschland. Hier war er erstmals nicht nur als Zeichner, sondern auch als Autor tätig.